# Bogdan Bogdanović (košarkaš)
Bogdan Bogdanović (Beograd, 18. kolovoza 1992.) je srbijanski profesionalni košarkaš koji igra za Los Angeles Clipperse u NBA-u i srbijansku reprezentaciju.
Bogdanović je propustio EuroBasket 2022. zbog operacije desnog koljena.